# شم طوو بن یوسف فالاکوئرا
شم طوو بن یوسف فالاکوئرا یا پالاکوئرا(عبری: שם טוב בן יוסף אבן פלקירה) ‏ (۱۲۹۰ - ۱۲۲۵) فیلسوف، نویسنده، مترجم و شاعر اسپانیایی بود که در استان‌های مرزی اسپانیا و فرانسه سکونت داشته‌است.

## آثار
شم طوو بن یوسف که با فلسفه یونانی و فلسفه اسلامی آشنا بود، و به زبان‌های یونانی و عربی نیز تسلط داشت، آثار مختلفی را پدید آورده‌است. نوشته‌های او اغلب دربردارنده نقل‌قول‌هایی از منابع عربی‌است که وی آن‌ها را به عبری ترجمه کرده‌است. متون نوافلاطونی که او ترجمه کرده و از آن نقل می‌کند، کتاب پنج جوهر نوشته امپدوکلس را شامل می‌شود؛ علاوه بر این، پنج اثر در اخلاق، رساله‌ای در مورد روان‌شناسی، و رساله دیگری را که بیان‌کننده مراتب تکامل عقلانی‌است، تألیف کرد. کتاب رسالات فی البحث به دنبال تمایز نهادن میان قلمرو علم و دین است و کتاب دلالةالدلالة شرحی بر عبارات مختلفی از کتاب دلالةالحائرین نوشته ابن‌میمون است.
کتاب دیگر او عیقاریت نامیده می‌شود شامل مناظره و مکالمه بین یک یهودی و یک فیلسوف است؛ هدف اصلی این کتاب اثبات حقانیت تنخ و تلمود است. کتاب دئوت هافیلسوفیم شامل نکاتی در مورد فیزیک و متافیزیک ارسطو است که در آن از تفاسیر ابن رشد بهره گرفته است. از شم‌طوو بن یوسف، کتاب‌هایی در زمینه تأویل و تعبیر رویا نیز برجای مانده‌است.

## آرا و افکار
شم‌طوو بن یوسف، در میان آثارش بسیاری از موضوعات موجود در یهودیت، از جمله رابطه میان پیامبری و علم را مورد بحث قرار داده‌است. او با تکیه بر آرا و نوشته‌های ابن سینا، در کتاب دلالةالدلة خود اظهار داشته‌است که پیامبر تمام امور را به واسطه لطف خدا در می‌یابد؛ به همین دلیل شناخت او کامل است و تفاوتی با شناخت فلاسفه ندارد. به نظر شم‌طوو بن یوسف، پیامبر از طریق کشف و شهود می‌تواند به چنین اشراقی دست یابد، نه از طریق برهان و دلیل. به علاوه، پیامبر از این جهت که عنایت الهی با اوست، با فیلسوف متفاوت است.
به طور کلی، شم طوو بن یوسف می‌خواست آرای فلسفی را در کنار هم قرار دهد و با هم مقایسه کند، حتی اگر در ظاهر با هم مطابقت نداشتند. او در صدد ارائه راه حلی برای تعارضات ظاهری آن‌ها نبود. شم طوو بن یوسف سنت فلسفی را از درون منسجم و پیوسته می‌دانست.
بسیاری از آثار شم طوو بن یوسف، از جمله موره نبوخیم مورد مخالفت خاخام‌های یهودی اهل فرانسه قار کرد.